# Postnord Vårgårda WestSweden TTT 2018
La 11.ª edición de la prueba contrarreloj por equipos Postnord Vårgårda WestSweden TTT  se celebró el 11 de agosto de 2018 sobre un recorrido de 42,5 km con inicio y final en la comuna de Vårgårda en Suecia.
La carrera hizo parte del UCI WorldTour Femenino 2018 como competencia de categoría 1.WWT del calendario ciclístico de máximo nivel mundial siendo la decimoséptima carrera de dicho circuito y fue ganada por el equipo neerlandés Boels Dolmans, conformado por las ciclistas Anna van der Breggen, Chantal Blaak, Amy Pieters, Amalie Dideriksen, Karol-Ann Canuel y Christine Majerus. El podio lo completaron el equipo neerlandés Sunweb y el equipo danés Cervélo-Bigla.

## Equipos
Tomarán parte en la carrera un total de 20 equipos, de los cuales 18 son equipos de categoría UCI Team Femenino invitados por la organización y 2 selecciones nacionales. Los equipos participantes son:
| Equipos femeninos (17)- Alé Cipollini - Astana Women's - Boels Dolmans - BTC City Ljubljana - Canyon-SRAM Racing - Cervélo Bigla - Cogeas - FDJ-Nouvelle Aquitaine-Futuroscope - Hitec Products-Birk Sport - Mitchelton-Scott - Movistar Team - Sunweb - Tibco-Silicon Valley Bank - Valcar PBM - Virtu - WaowDeals - Wiggle High5 |
| |

## Clasificaciones finales
Las clasificaciones finalizaron de la siguiente forma:

### Clasificación general
| \| Clasificación general \| Clasificación general \| Clasificación general \| Clasificación general \| Clasificación general \| Clasificación general \| \| Equipo \| Equipo \| Tiempo \| Diferencia \| Promedio \| \| \| --------------------- \| ---------------------------------- \| --------------------- \| --------------------- \| --------------------- \| --------------------- \| \| 1.º \| Boels Dolmans \| 53 min 08 s \| 0 s \| 47.992 km/h \| \| \| 2.º \| Sunweb \| 53 min 24 s \| + 16 s \| 47.753 km/h \| \| \| 3.º \| Cervélo Bigla \| 53 min 55 s \| + 47 s \| 47.295 km/h \| \| \| 4.º \| Canyon-SRAM Racing \| 54 min 33 s \| + 1 min 25 s \| 46.746 km/h \| \| \| 5.º \| Wiggle High5 \| 54 min 50 s \| + 1 min 42 s \| 46.505 km/h \| \| \| 6.º \| WaowDeals \| 55 min 02 s \| + 1 min 54 s \| 46.336 km/h \| \| \| 7.º \| Mitchelton-Scott \| 55 min 37 s \| + 2 min 29 s \| 45.850 km/h \| \| \| 8.º \| Virtu \| 56 min 03 s \| + 2 min 55 s \| 45.495 km/h \| \| \| 9.º \| Movistar Team \| 56 min 14 s \| + 3 min 06 s \| 45.347 km/h \| \| \| 10.º \| BTC City Ljubljana \| 56 min 22 s \| + 3 min 14 s \| 45.240 km/h \| \| \| 11.º \| Tibco-Silicon Valley Bank \| 56 min 30 s \| + 3 min 22 s \| 45.133 km/h \| \| \| 12.º \| Cogeas \| 57 min 19 s \| + 4 min 11 s \| 44.490 km/h \| \| \| 13.º \| Alé Cipollini \| 57 min 20 s \| + 4 min 12 s \| 44.477 km/h \| \| \| 14.º \| Valcar PBM \| 57 min 27 s \| + 4 min 19 s \| 44.386 km/h \| \| \| 15.º \| FDJ-Nouvelle Aquitaine-Futuroscope \| 57 min 40 s \| + 4 min 32 s \| 44.220 km/h \| \| \| 16.º \| Hitec Products-Birk Sport \| 57 min 48 s \| + 4 min 40 s \| 44.118 km/h \| \| \| 17.º \| Astana Women's \| 59 min 18 s \| + 6 min 10 s \| 43.002 km/h \| \| |                                    |             |              |             |
| |                                    |             |              |             |
| Fuente: ProCyclingStats |                                    |             |              |             |
| Clasificación general |                                    |             |              |             |
| Equipo | Equipo                             | Tiempo      | Diferencia   | Promedio    |
| 1.º | Boels Dolmans                      | 53 min 08 s | 0 s          | 47.992 km/h |
| 2.º | Sunweb                             | 53 min 24 s | + 16 s       | 47.753 km/h |
| 3.º | Cervélo Bigla                      | 53 min 55 s | + 47 s       | 47.295 km/h |
| 4.º | Canyon-SRAM Racing                 | 54 min 33 s | + 1 min 25 s | 46.746 km/h |
| 5.º | Wiggle High5                       | 54 min 50 s | + 1 min 42 s | 46.505 km/h |
| 6.º | WaowDeals                          | 55 min 02 s | + 1 min 54 s | 46.336 km/h |
| 7.º | Mitchelton-Scott                   | 55 min 37 s | + 2 min 29 s | 45.850 km/h |
| 8.º | Virtu                              | 56 min 03 s | + 2 min 55 s | 45.495 km/h |
| 9.º | Movistar Team                      | 56 min 14 s | + 3 min 06 s | 45.347 km/h |
| 10.º | BTC City Ljubljana                 | 56 min 22 s | + 3 min 14 s | 45.240 km/h |
| 11.º | Tibco-Silicon Valley Bank          | 56 min 30 s | + 3 min 22 s | 45.133 km/h |
| 12.º | Cogeas                             | 57 min 19 s | + 4 min 11 s | 44.490 km/h |
| 13.º | Alé Cipollini                      | 57 min 20 s | + 4 min 12 s | 44.477 km/h |
| 14.º | Valcar PBM                         | 57 min 27 s | + 4 min 19 s | 44.386 km/h |
| 15.º | FDJ-Nouvelle Aquitaine-Futuroscope | 57 min 40 s | + 4 min 32 s | 44.220 km/h |
| 16.º | Hitec Products-Birk Sport          | 57 min 48 s | + 4 min 40 s | 44.118 km/h |
| 17.º | Astana Women's                     | 59 min 18 s | + 6 min 10 s | 43.002 km/h |

## UCI WorldTour Femenino
La Postnord Vårgårda WestSweden TTT otorga puntos para el UCI WorldTour Femenino 2018, incluyendo a todas las corredoras de los equipos en las categorías UCI Team Femenino. Las siguientes tablas muestran el baremo de puntuación y las 12 corredoras que obtuvieron más puntos:
| Posición   | 1.ª | 2.ª | 3.ª | 4.ª | 5.ª | 6.ª | 7.ª | 8.ª | 9.ª | 10.ª | 11.ª | 12.ª | 13.ª | 14.ª | 15.ª | 16.ª-30.ª | 31.ª-40.ª |
| Puntuación | 200 | 150 | 125 | 100 | 85  | 70  | 60  | 50  | 40  | 35   | 30   | 25   | 20   | 15   | 10   | 5         | 3         |

| Clasificación |                      |               |        |
| Posición      | Ciclista             | Equipo        | Puntos |
| ------------- | -------------------- | ------------- | ------ |
| 1.ª           | Anna van der Breggen | Boels Dolmans | 33,33  |
| -             | Chantal Blaak        | Boels Dolmans | 33,33  |
| -             | Amy Pieters          | Boels Dolmans | 33,33  |
| -             | Amalie Dideriksen    | Boels Dolmans | 33,33  |
| -             | Karol-Ann Canuel     | Boels Dolmans | 33,33  |
| -             | Christine Majerus    | Boels Dolmans | 33,33  |
| 2.ª           | Lucinda Brand        | Team Sunweb   | 25     |
| -             | Leah Kirchmann       | Team Sunweb   | 25     |
| -             | Juliette Labous      | Team Sunweb   | 25     |
| -             | Floortje Mackaij     | Team Sunweb   | 25     |
| -             | Pernille Mathiesen   | Team Sunweb   | 25     |
| -             | Coryn Rivera         | Team Sunweb   | 25     |